# John Brown (bediende)

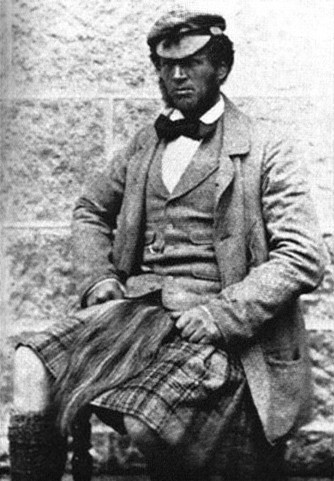
John Brown.

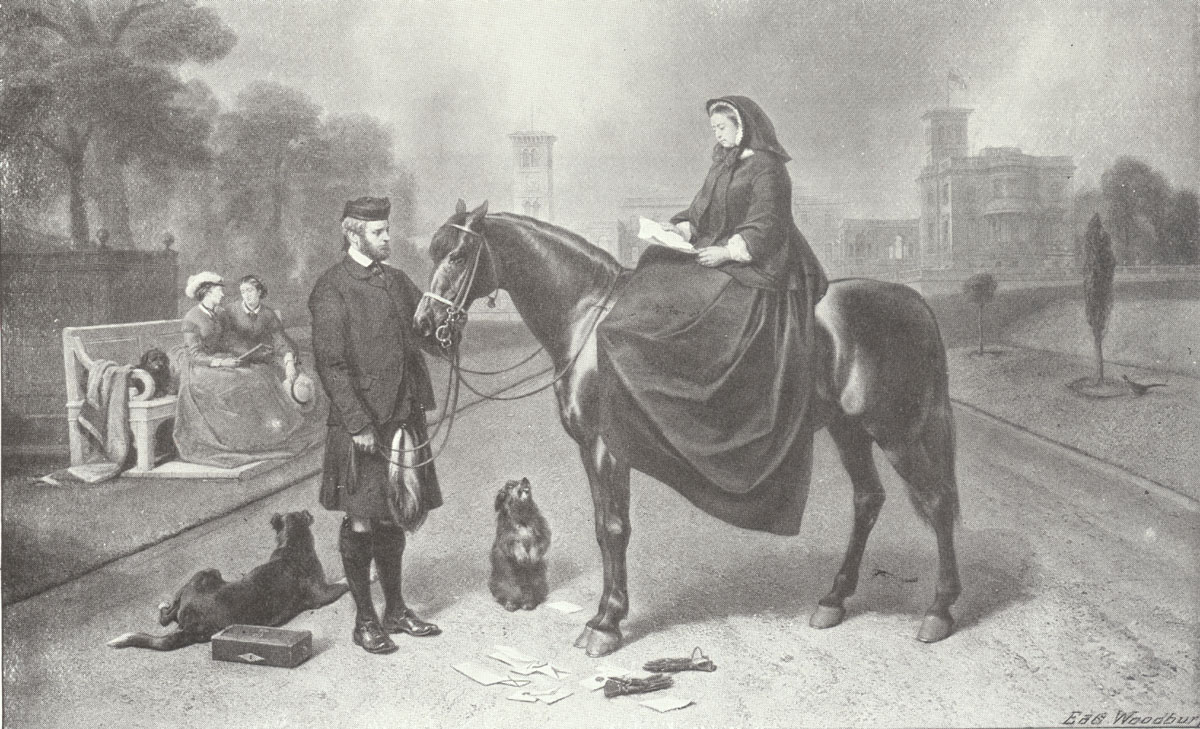
John Brown en koningin Victoria (te paard).

John Brown (8 december 1826 - 27 maart 1883) was een Schotse persoonlijk bediende en vertrouweling van koningin Victoria van het Verenigd Koninkrijk gedurende vele jaren. Hij werd door velen (onder wie de koningin) gewaardeerd om zijn houding en kameraadschap, en bejegend om zijn invloed en informeel gedrag. De exacte aard van zijn relatie met Victoria is het onderwerp van vele speculaties door voor- en tegenstanders en blijft tot op de dag van vandaag controversieel.
Brown werd geboren in Crathie, Aberdeenshire. Zijn ouders waren John Brown en Margaret Leys. Brown ging al op jonge leeftijd werken als buitenbediende op Balmoral Castle, dat in februari 1848 werd gehuurd door koningin Victoria en prins Albert. Hij bleef daar tot in november 1851.
Brown had verschillende jongere broers, waarvan drie ook in koninklijke dienst gingen. De bekendste van deze drie was Archibald Anderson Brown, vijftien jaar jonger dan John, die later de persoonlijk bediende werd van Victoria's jongste zoon Leopold.

## In fictie
- De film Mrs. Brown uit 1997 is een verhaal over John Brown (gespeeld door Billy Connolly) en zijn relatie tot Victoria (Judi Dench).